# Pylonowa stacja metra

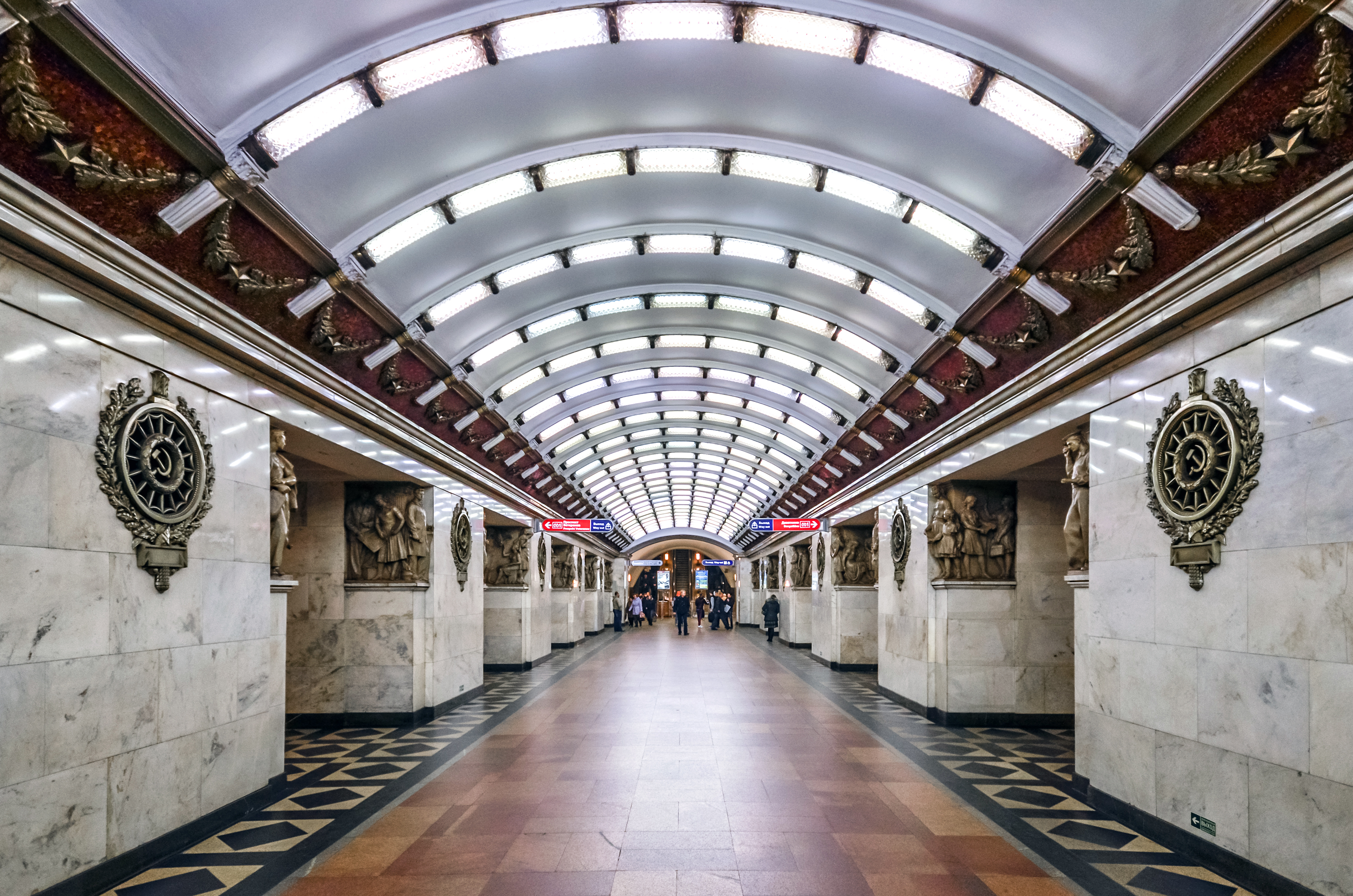
Stacja Narwskaja, Metro w Petersburgu.

Pylonowa stacja metra – rodzaj konstrukcji stacji metra, gdzie hala peronowa składa się z trzech tuneli (centralny i dwa boczne z peronami), rozgraniczonych masywnymi kolumnami (pylonami). Pomiędzy nimi znajdują się przejścia umożliwiające poruszanie się po peronie wyspowym (charakterystycznym dla tej konstrukcji). Stacje takie są preferowane w przypadku trudnych warunków geologicznych, ponieważ niezwykle dobrze zachowują się pod działaniem dużych sił. Jednakże ograniczona liczba przejść między pylonami ogranicza przepustowość.
W latach 60. w ZSRR, w celu zmniejszenia kosztów wykorzystywano specyfikę tej konstrukcji podczas wykańczania i ozdabiania, przez co boczne nawy były przyozdobione w znacznie mniejszym stopniu.

## Typ londyński

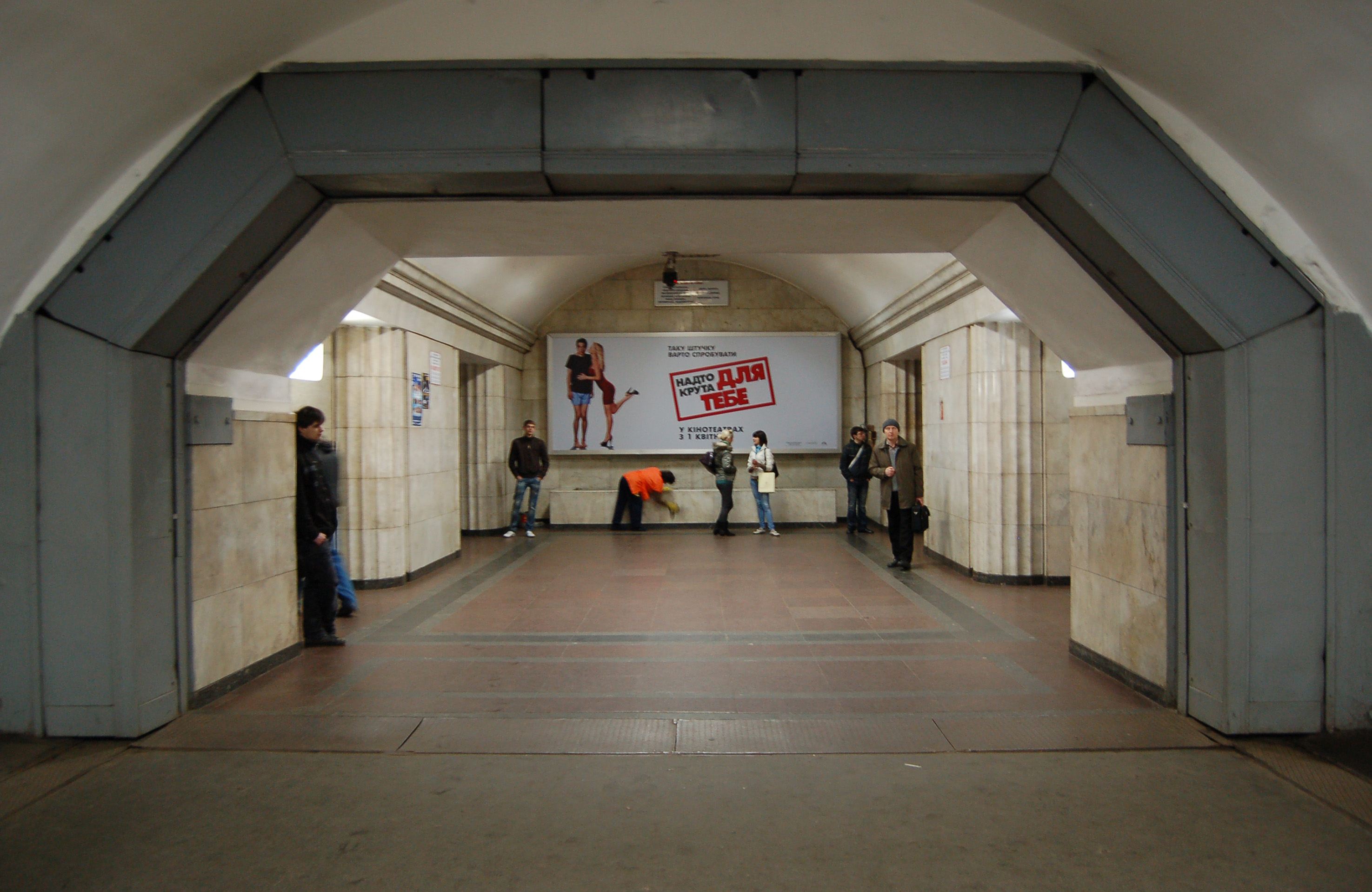
Stacja Arsenalna, Metro w Kijowie.

Jest to najwcześniejszy typ konstrukcji stacji metra. Jednym z wariantów jest tzw. "londyński styl stacji". W takim przypadku środkowa nawa jest zredukowana do zwykłego korytarza prowadzącego do wyjścia (często schody ruchome kończą się na samej stacji). W państwach byłego ZSRR jest obecnie jedna taka stacja: Arsenalna kijowskiego metra (będąca jednocześnie najgłębszą stacją metra na świecie). Wszystkie moskiewskie stacje tego typu (Łubianka, Czistyje prudy i Pawieleckaja) zostały przebudowane.

## Galeria

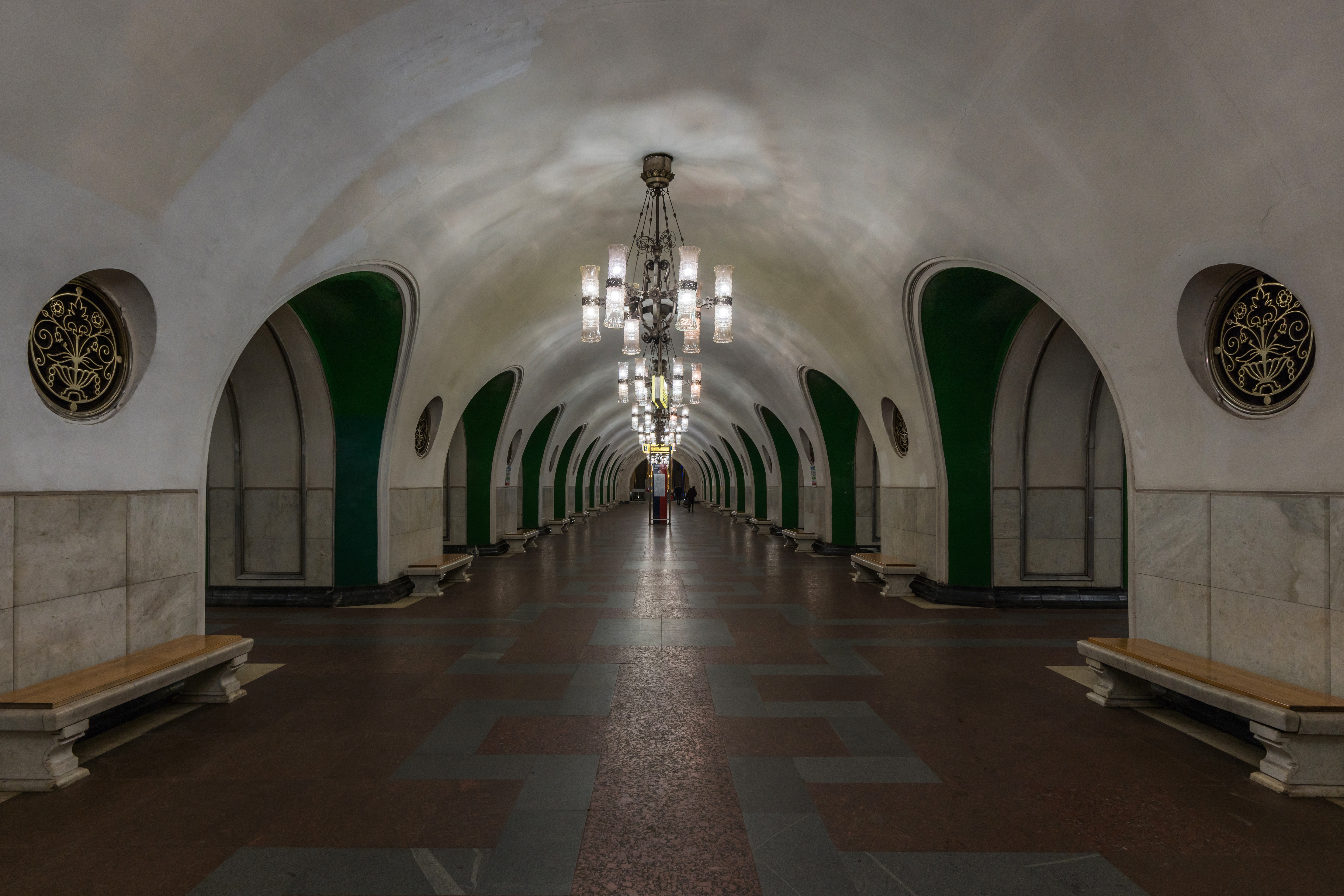
Stacja WDNCh, Metro w Moskwie.
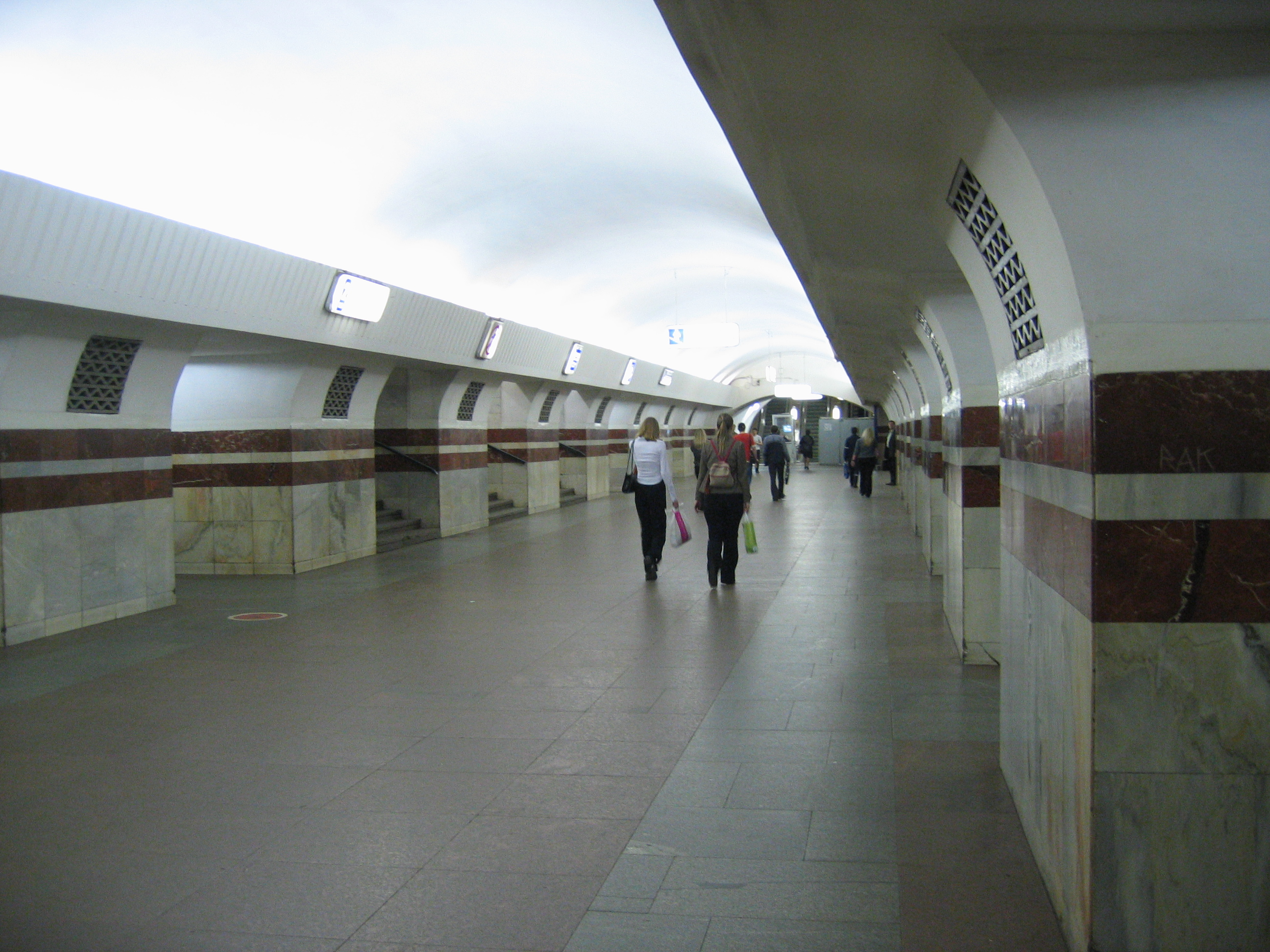
Taganskaja, Metro w Moskwie.
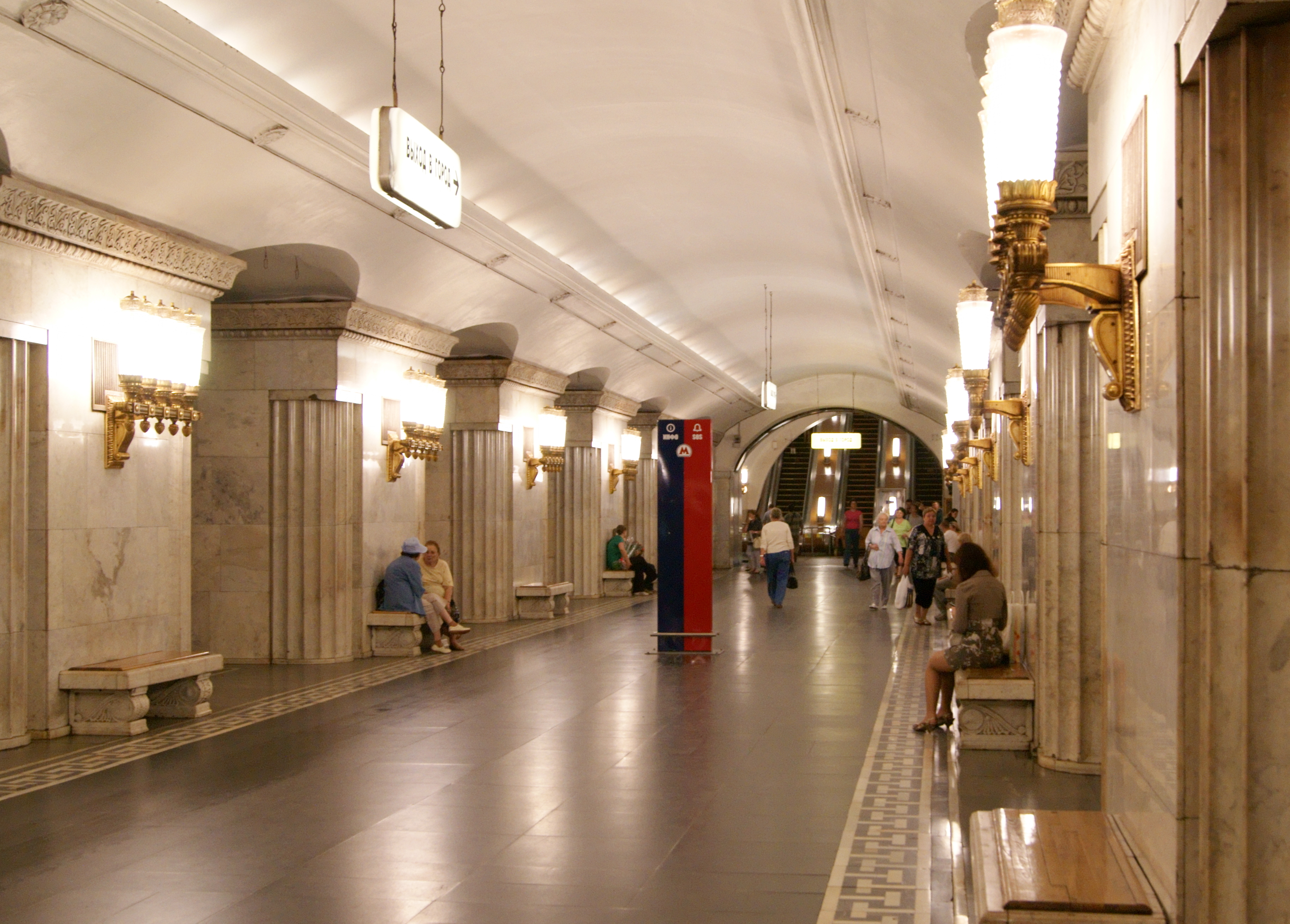
Smolenskaja, Metro w Moskwie.
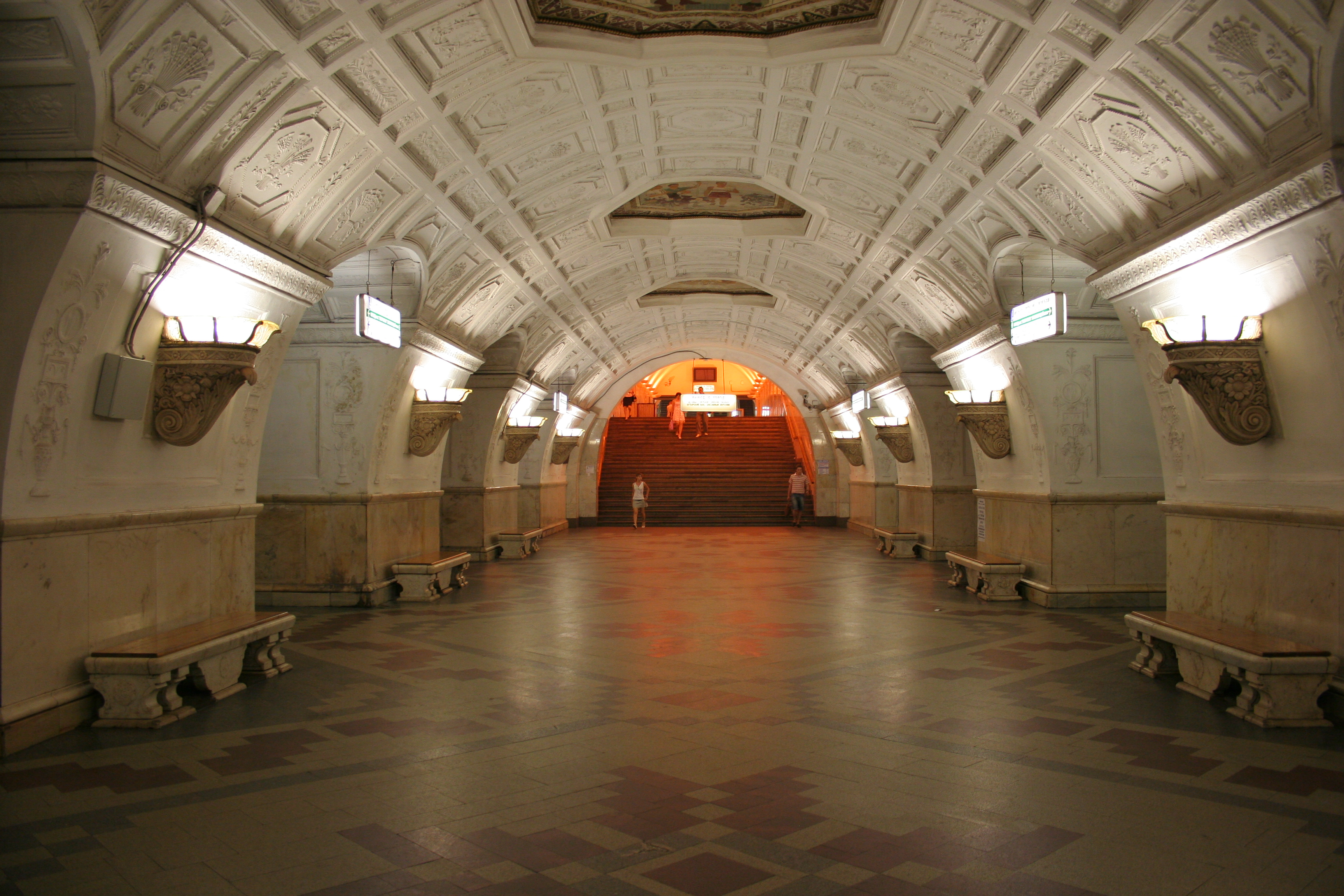
Biełorusskaja, Metro w Moskwie.
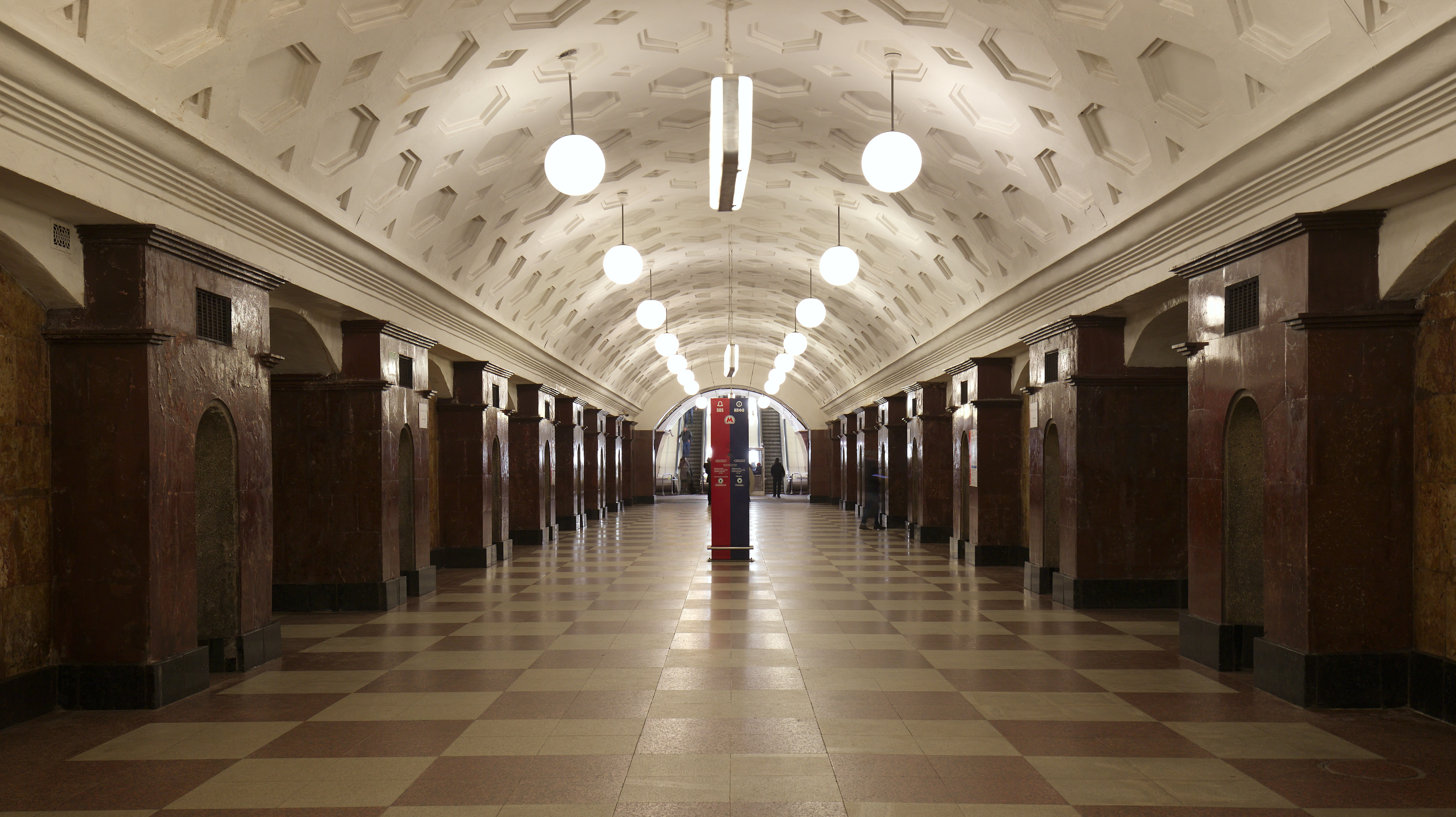
Krasnyje Worota, Metro w Moskwie.
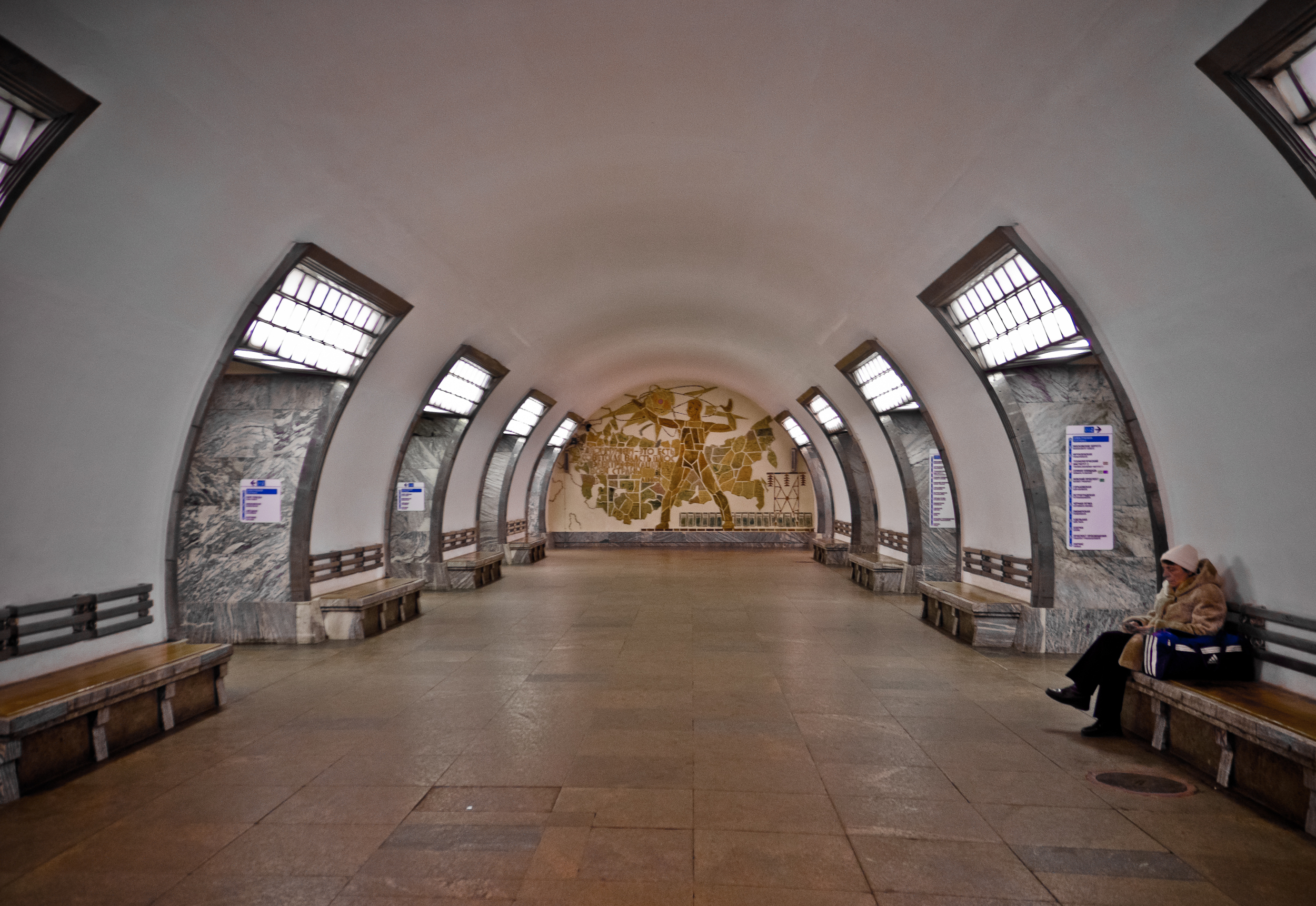
Elektrosiła, Metro w Petersburgu.
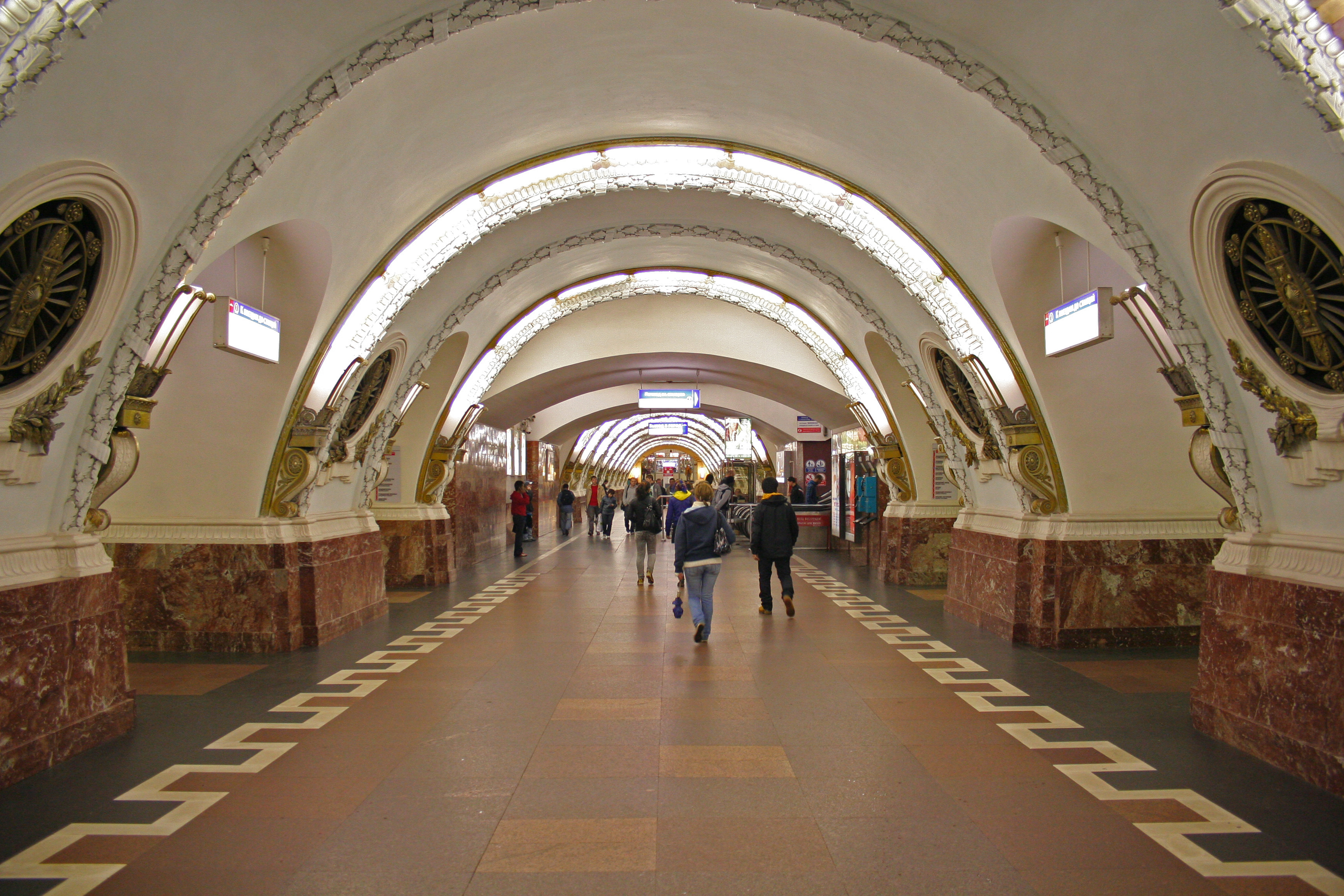
Płoszczad´ Wosstanija, Metro w Petersburgu.
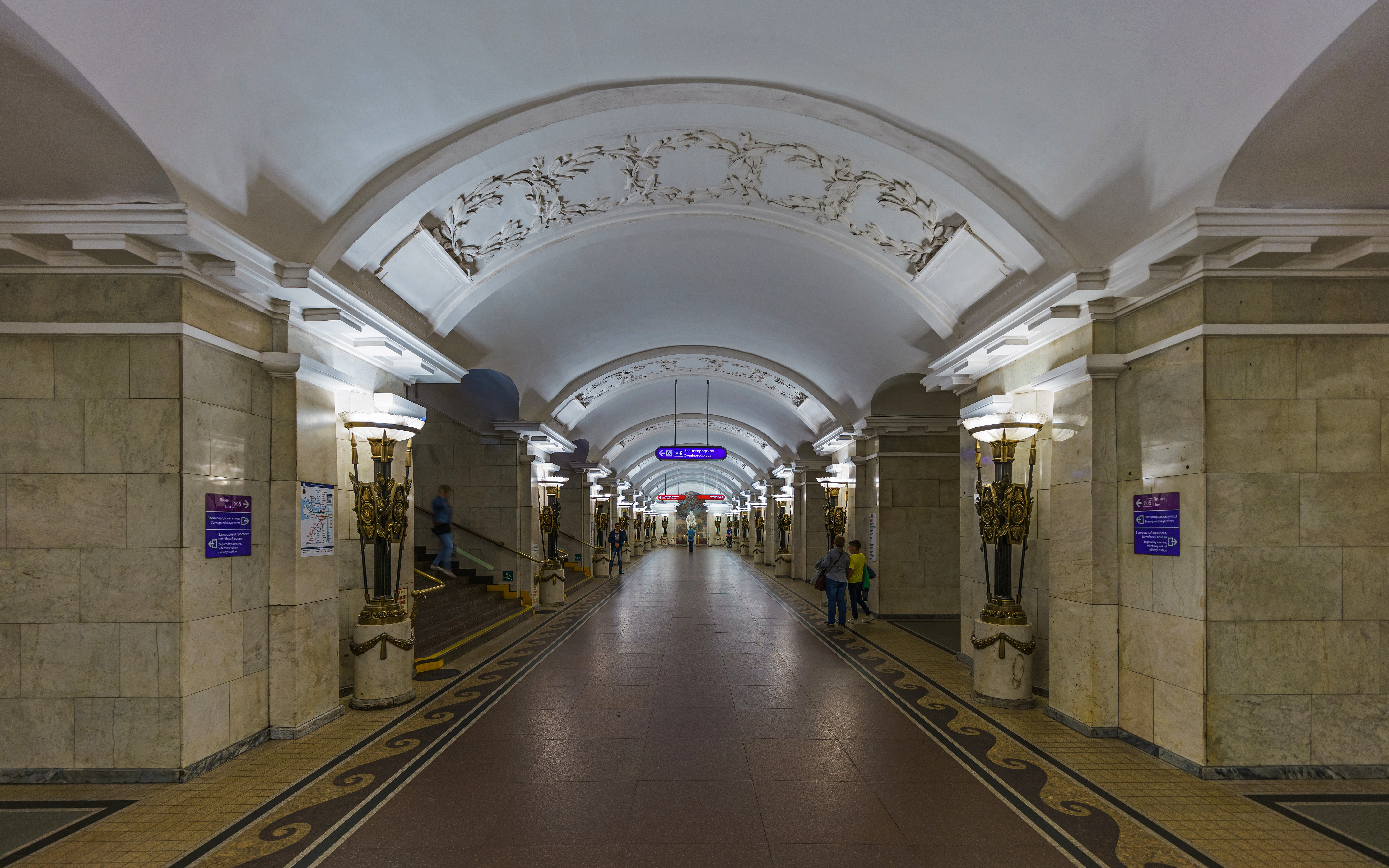
Puszkinskaja, Metro w Petersburgu.
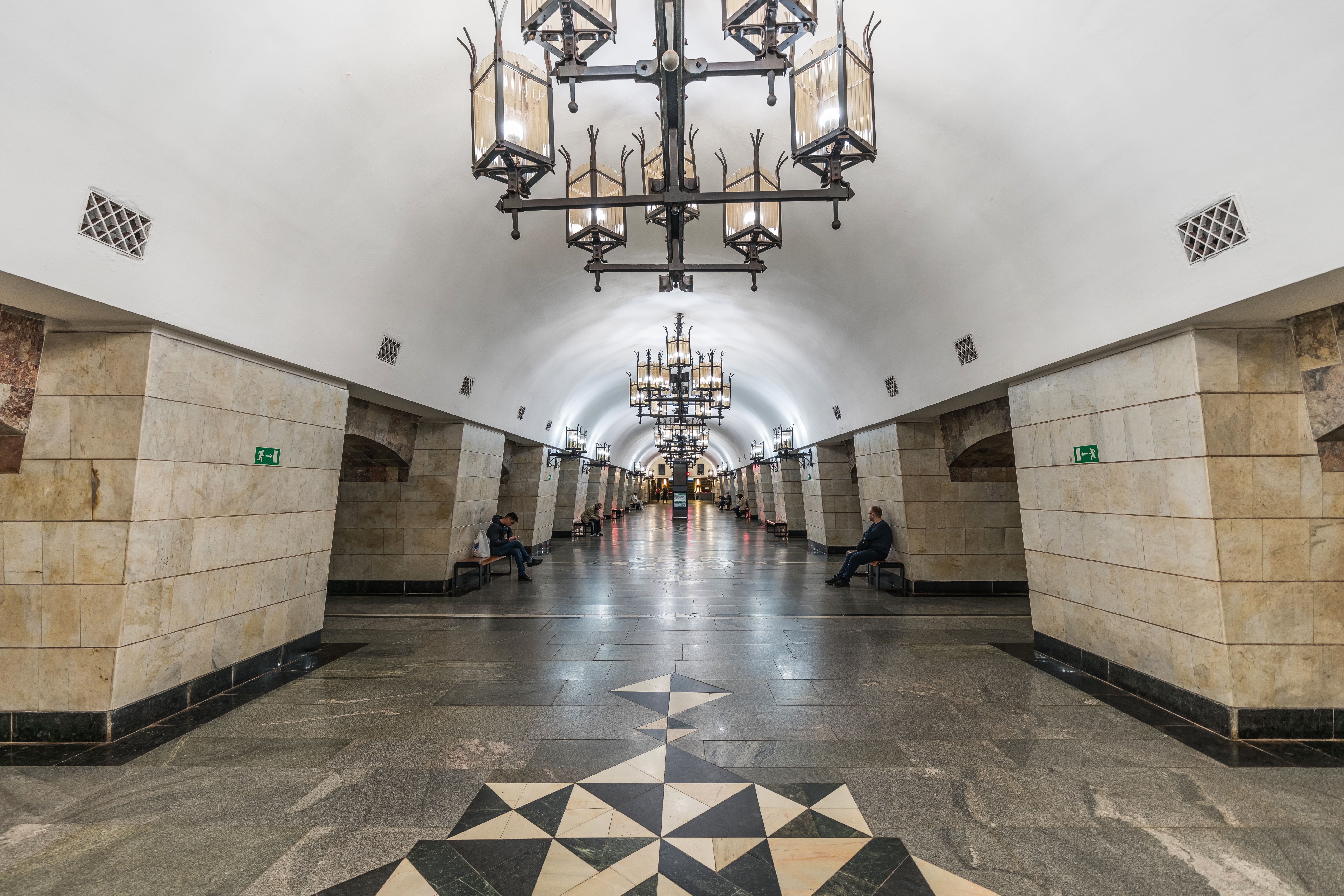
Uralskaja, Metro w Jekaterynburgu.
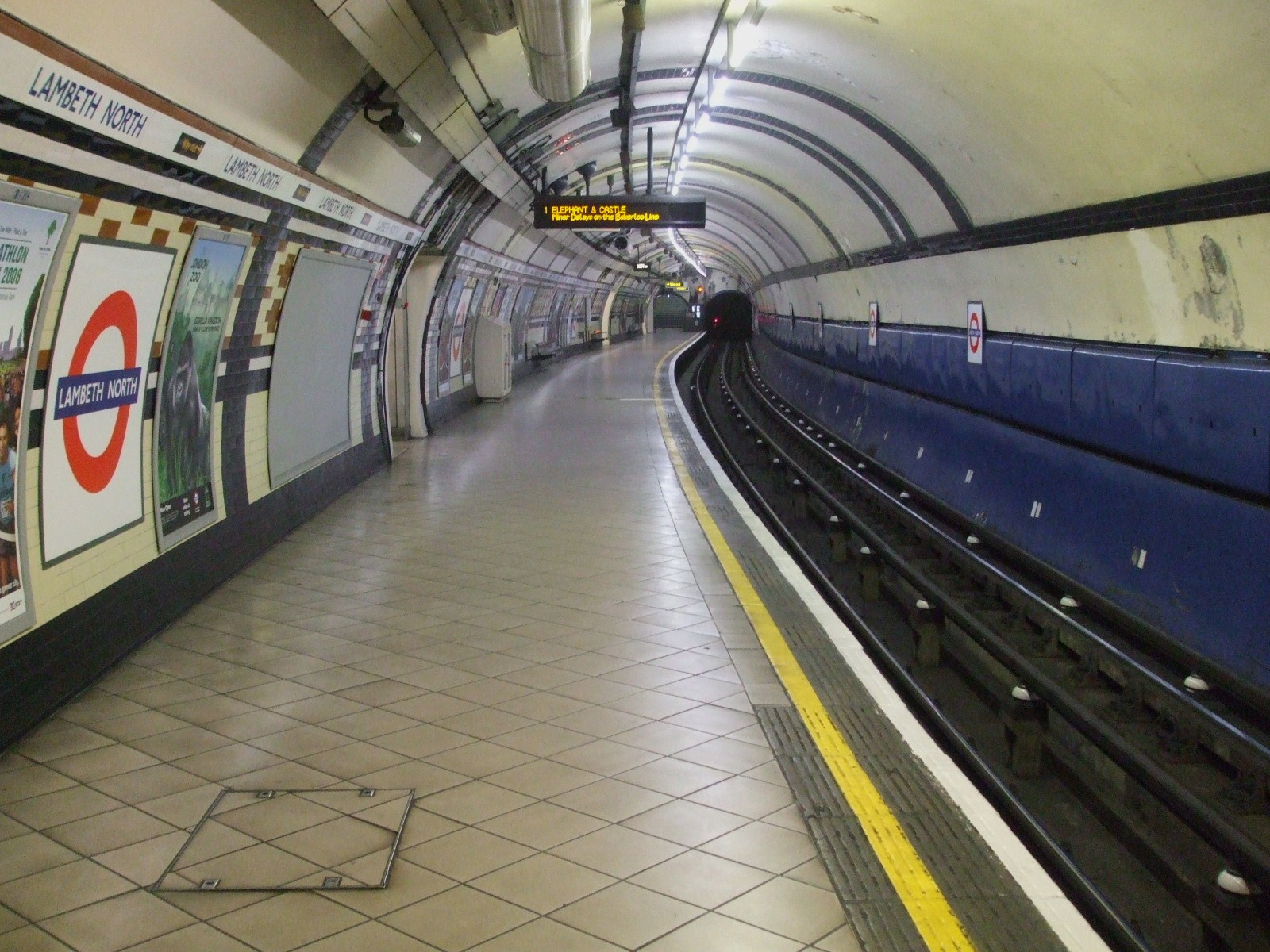
Lambeth North, Metro w Londynie